# Adriano Olivetti - La forza di un sogno
Adriano Olivetti - La forza di un sogno è una miniserie televisiva italiana del 2013 in due puntate ispirata alla vita di Adriano Olivetti, diretta dal regista Michele Soavi, nipote dell'imprenditore.

## Trama
Adriano, figlio di Camillo Olivetti, a 12 anni incomincia a lavorare come apprendista nella fabbrica del padre, dove si producono macchine per scrivere. Qui incontra Mauro Barale, che diventerà suo amico e successivamente uno dei suoi principali collaboratori. Gli anni passano, Adriano, ormai adulto, incomincia a gestire l'azienda di famiglia, a volte entrando in conflitto con il padre a causa delle sue idee troppo rivoluzionarie. Durante il buio periodo della guerra, la famiglia Olivetti si trova in difficoltà : il padre Camillo, infatti, è di origine ebraica e Adriano si è avvicinato più volte all'ambiente antifascista. 
È il 1943. Una sera, mentre si aggira per le campagne torinesi, Adriano soccorre una paracadutista italoamericana, Karen Bates, che stava cercando di mettersi in contatto con un gruppo di partigiani. La donna viene nascosta in casa Olivetti, dove poco dopo, un commando delle SS fa irruzione per un sopralluogo. I nazisti, pur non trovando né la donna né prove della sua presenza, avvertono gli Olivetti che le misure repressive si faranno più severe, e non godranno più dei privilegi avuti in precedenza. In questo clima tesissimo, Adriano fugge in Svizzera, mentre la moglie ripara con i figli a Fiesole. L'unico che rimane a Ivrea è il vecchio Camillo, che si sente prossimo alla morte (muore infatti entro lo stesso anno). In territorio elvetico Adriano comincia a lavorare al progetto della "comunità", che consiste nel costruire una fabbrica che collabori strettamente con il territorio e i suoi abitanti.
Quando la guerra finalmente finisce, Adriano Olivetti riprende le redini dell'azienda paterna e prosegue la modernizzazione della fabbrica dal punto di vista architettonico e sociale, riprendendo in mano le carte del progetto incominciato anni prima. 
I primi a godere dei benefici di questa nuova fabbrica sono gli operai stessi che, nonostante le loro ristrette possibilità, grazie ad Adriano possono avere a disposizione non solo uno stipendio più alto rispetto alle industrie circostanti ma anche una casa e una scuola per i propri figli. Ciò naturalmente attira le attenzioni degli altri industriali che vedono in lui un pericolo: primo tra tutti vi è Dalmasso, proprietario di diverse fabbriche del gruppo Itala nel Novarese, producenti macchine per scrivere. Adriano riesce a strappare alla ditta di Dalmasso un talentuoso ingegnere, Libero. Grazie al suo aiuto la Olivetti riesce in poco tempo a mettere sul mercato la sua nuova macchina per scrivere, pratica ed ergonomica: la Lettera 22. Le vendite salgono di giorno in giorno, mentre all'interno della fabbrica gli operai lavorano senza essere sfruttati, in un clima disteso e cordiale. Tra i collaboratori di Adriano, ci sono anche coloro che si oppongono alla sua politica aziendale, secondo alcuni eccessivamente rivolta agli operai, e non al fatturato. Tra questi c'è lo stesso Mauro Barale, amico d'infanzia di Adriano, ma fortemente scettico nei confronti delle nuove idee che l'azienda mette in campo. Ma all'interno dell'azienda, ingaggiata come fotografa, c'è l'americana Karen, ospitata anni prima dalla famiglia Olivetti e salvata dai nazisti, che in realtà è un agente segreto della CIA, inviata in Italia proprio per stare vicino a Olivetti, spiarlo e comunicare ogni sua intenzione ai servizi segreti degli Stati Uniti. Le idee socialiste e liberali di Olivetti infatti, risultano pericolose per gli americani, durante la Guerra fredda con la Russia Sovietica. 
Intanto, la situazione sentimentale di Adriano è in continuo movimento. La moglie Paola, dalla quale ha tre figli, ha da tempo una relazione extraconiugale con un uomo, e si è allontanata da lui. Ma anche Adriano incomincia una nuova relazione, con Grazia, una ragazza di buona famiglia, che si innamora subito di lui. Nel frattempo in azienda ci sono troppe spese, e Adriano entra in conflitto con i suoi collaboratori, che cercano soluzioni del tutto diverse da quelle dell'etica Olivetti. Adriano lascia così il posto di direttore a suo fratello Marcello e si ritira momentaneamente dalla scena, andando a investire nella modernizzazione delle aziende agricole, con la creazione di numerose comunità, al fine di rendere migliore il lavoro dei contadini nelle campagne. Dopo la morte improvvisa del fratello, torna al comando della Olivetti, con molte nuove idee, tra cui l'esportazione dell'azienda nel Mezzogiorno e negli USA. Mauro Barale continua a essere scettico nei confronti delle idee di Adriano, e dopo la sua mancata promozione a direttore generale, lascia l'azienda e va a lavorare dal rivale Dalmasso, che lo "corteggiava" da anni. Nell'azienda di Dalmasso gli operai sono sfruttati e sottopagati, soprattutto quelli provenienti dal sud, e Barale diventa uno spietato e cinico direttore, pronto a tutto per arrivare in alto.
Intanto Adriano riesce a sposarsi con Grazia, nonostante una lunga opposizione da parte del padre di lei. Dalla sua nuova relazione nasce una bambina. Il figlio Roberto invece, ingegnere, dopo gli studi entra a lavorare alla Olivetti, e presenta al padre un progetto per la realizzazione di un modernissimo calcolatore a impulsi elettromagnetici, e dopo aver consultato Enrico Fermi e Mario Tchou, l'incredibile progetto prende vita. Ma per avere i finanziamenti, Adriano è costretto a chiedere prestiti alle banche, in politica infatti, gli vengono concessi solo in cambio di onerosi favori. E proprio in politica entra Mauro Barale, in un partito per gli industriali del Nord, raccomandato dal potente Dalmasso, in un giro di corruzione e soldi sporchi. In netta contrapposizione, Adriano Olivetti crea un partito per una politica onesta e anticapitalista, a favore dei più deboli. Ma il suo partito, Movimento Comunità, prende solo 150.000 voti, e un solo seggio in parlamento. Dopo l'insuccesso politico, Adriano torna a lavorare per la creazione del nuovo calcolatore, che in breve tempo viene terminato: verrà chiamato Elea.
L'impero della Olivetti, pronta a espandersi oltreoceano e sempre più forte, incute timore agli americani. Karen Bates, sollevata dall'incarico dalla CIA statunitense, rivela ad Adriano la sua missione, che lui stesso aveva precedentemente intuito. Nel frattempo, con la caduta del Governo Fanfani, Mauro Barale viene scaricato da Dalmasso in favore di un altro, e finisce sul lastrico. Incontra un'ultima volta Adriano alla stazione di Ivrea, mentre quest'ultimo è in partenza per la Svizzera, dove deve andare per saldare i debiti della Olivetti, che si trova in difficoltà. Proprio su quel treno, ancora pedinato dalla CIA, Adriano muore, in circostanze poco chiare, dopo aver avuto un malore. 
Citazione dal film:
"Lei fa bene ad ascoltare la sua coscienza, la coscienza è l'unico giudice delle nostre azioni e del nostro agire quotidiano, ma quello che la sua coscienza non le ha detto è che uno quando ha un talento lo deve coltivare e lei non lo fa alla Itala, il talento è un dono enorme, il talento è un dovere morale coltivarlo."